# Saint-Lothain
 Saint-Lothain  es una población y comuna francesa, situada en la región del Franco Condado, departamento de Jura, en el distrito de Lons-le-Saunier y cantón de Sellières.

## Historia
Villa del español Franco Condado de Borgoña, durante la guerra franco-neerlandesa fue atacada sin éxito por tropas francesas el 25 de febrero de 1673. A pesar de su derrota, en el verano del año siguiente los franceses ocuparían la totalidad del condado.

## Demografía
| 462 | 425 | 430 | 396 | 418 | 435 |
| Para los censos de 1962 a 1999 la población legal corresponde a la población sin duplicidades (Fuente: INSEE [Consultar]) |     |     |     |     |     |